# Four Seasons Megève
Four Seasons Megève est un hôtel 5 étoiles appartenant à Edmond de Rothschild Heritage sous enseigne Four Seasons Hotels and Resorts. Il ouvre à Megève en décembre 2017 après des années de travaux. De multiples œuvres d'art appartenant à Ariane de Rothschild décorent l'établissement.

## Historique
Perpétuant l'héritage de Noémie de Rothschild puis Nadine de Rothschild, Ariane de Rothschild ouvre un hôtel-galerie d'art au Mont d'Arbois, voisin des Chalets du Mont d'Arbois. En un siècle, trois baronnes développent de luxueux hôtels dans le Domaine du Mont d'Arbois. Le Four Seasons, cinq étoiles, ouvre fin 2017. Il est composé de quatre chalets reliés entre-eux, avec 41 chambres et 14 suites ; le tout avec un accès direct aux pistes de ski. Voilà plus de dix ans que le projet est réfléchi, dont trois ans de travaux. Le budget est de 100 millions d'euros. La décoration intérieure, faisant quelque peu référence à Henry Jacques Le Même, est de Pierre-Yves Rochon. La gestion de l'établissement est faite par le groupe canadien Four Seasons Hotels and Resorts dont c'est le premier hôtel de montagne en Europe et le troisième en France avec Paris et Cap-Ferrat ; « L'arrivée du groupe Four Seasons va permettre à Megève de s'ouvrir à l'international, […] de monter en gamme et de rivaliser avec d'autres stations européennes ». Son directeur est François Arrighi, anciennement aux Airelles à Courchevel ainsi qu'au George-V à Paris. Une piscine intérieure-extérieure, ainsi qu'un spa d'environ 900 m2 (six salles, saunas et hammams) complètent le lieu, ouvert été comme hiver. Victime d'un incendie au printemps 2018, il est refait à neuf. 
La centaine d’œuvres d'art ou des multiples objets proviennent de la collection privée d'Ariane de Rothschild ; une statue de Wang Keping et une d'Arik Levy ornent l'entrée,,.

Logo de Megève.

### Restaurant
Le restaurant « Le 1920 », avec le chef Julien Gutillon, dispose de deux étoiles Michelin. « Le 1920 » est anciennement situé dans le Chalet du Mont d'Arbois avant de venir compléter le Four Seasons ; un second restaurant lui est adjoint, le Kaito, un restaurant d’inspirations japonaises,,. Existe également un bar, le « Bar Edmond » où il reste possible de déjeuner. Par la suite, Anne-Sophie Pic prend la direction du « 1920 ».

### Sources
- Christian-Luc Parison, « Destination Le Four Seasons Megève », sur archives.lesechos.fr, 7 décembre 2017 (consulté le 21 décembre 2018)
- Marion Tours et Thibaut Danancher, « Évasion : pluie d'étoiles au mont d'Arbois », sur lepoint.fr, 16 décembre 2017 (consulté le 21 décembre 2018)
- Marie-Angélique Ozanne, « À Megève : l'éblouissant nouveau Four Seasons », Voyages, sur lefigaro.fr, 21 décembre 2017 (consulté le 19 décembre 2018)
- Philippe Couderc, « Le nouveau refuge des Rothschild », Challenges, no 553,‎ 15 février 2018, p. 76 à 78 (ISSN 0751-4417)
- Capucine Gougenheim Geagea, « Megève : Un hôtel Four Seasons au sommet », sur forbes.fr, 23 mars 2018 (consulté le 19 décembre 2018)
- Annie Barbaccia, « A Megève, le nouveau refuge des Rothschild », sur lefigaro.fr, 17 avril 2018
- Cécile Sepulchre, « Cet été, on fait une halte au Four Seasons à Megève », Voyage, sur o.nouvelobs.com, 5 juillet 2018 (consulté le 19 décembre 2018)
- Jade Simon, « Notre nouvel hôtel préféré à la montagne se trouve à Megève », Lifestyle, sur vogue.fr, 19 décembre 2018 (consulté le 19 décembre 2018)
- Sophie Massalovitch, « Hôtels chics à la montagne : Étoiles des neiges », Challenges, no 638,‎ 23 janvier 2020, p. 88 (ISSN 0751-4417).
- « Megève : la cuisine d’Anne-Sophie Pic s’installe au Four Seasons », sur ledauphine.com, 2 octobre 2020.